# Mentesa dels oretans
Mentesa dels oretans (també anomenada Bastia) fou una ciutat dels oretans a la Tarraconense, entre Cartago Nova i Castulo. És esmentada per Plini el Vell "Mentesani, qui et Oretani" que la distingeix d'un altra ciutat del mateix nom a la Bètica.